# Giang Kim Quyền
Giang Kim Quyền (tiếng Trung giản thể: 江金权, bính âm Hán ngữ: Jiāng Jīn Quán, sinh tháng 9 năm 1959, người Hán) là nhà nghiên cứu chính sách, chính trị gia nước Cộng hòa Nhân dân Trung Hoa. Ông hiện là Chủ nhiệm Văn phòng Nghiên cứu Chính sách Trung ương Đảng Cộng sản Trung Quốc, Chủ nhiệm Văn phòng Ủy ban Cải cách sâu sắc và toàn diện Trung ương, Ủy viên Ủy ban Kiểm tra Kỷ luật. Ông từng là Phó Chủ nhiệm thường vụ của các cơ quan nghiên cứu, lý luận này.
Giang Kim Quyền là đảng viên Đảng Cộng sản Trung Quốc, học vị Cử nhân Trung văn, Tiến sĩ Kinh tế, chức danh Nhà nghiên cứu cấp Giáo sư. Ông có sự nghiệp chủ đạo là nghiên cứu xây dựng Đảng Cộng sản, tham gia soạn thảo các văn kiện trung ương, chủ trương và chính sách lãnh đạo Trung Quốc.

## Xuất thân và giáo dục
Giang Kim Quyền sinh tháng 9 năm 1959 tại huyện Hy Thủy, thuộc địa cấp thị Hoàng Cương, tỉnh Hồ Bắc, Cộng hòa Nhân dân Trung Hoa. Ông lớn lên và tốt nghiệp phổ thông ở trường cao trung Tẩy Mã (洗马高中) năm 1975. Đến tháng 3 năm 1978, sau khi kết thúc thời kỳ phong trào Vận động tiến về nông thôn (上山下乡运动) đối với thanh niên, ông thi đại học và thi đỗ Học viện Sư phạm Hồ Bắc (nay là Đại học Sư phạm Hồ Bắc), tới địa cấp thị Hoàng Thạch nhập học Khoa Trung văn, tốt nghiệp Cử nhân Trung văn vào đầu năm 1982, được kết nạp Đảng Cộng sản Trung Quốc trong những năm này. Ông là nghiên cứu sinh tại Học viện Kinh tế, Đại học Khoa học và Kỹ thuật Hoa Trung, trở thành Tiến sĩ Kinh tế phương Tây vào năm 2006, được phong chức danh Nhà nghiên cứu cấp Giáo sư trong những giai đoạn nghiên cứu khoa học sau đó.

## Sự nghiệp

### Nghiên cứu
Tháng 1 năm 1982, sau khi tốt nghiệp Sư phạm Hồ Bắc, Giang Kim Quyền bắt đầu sự nghiệp khi được tuyển dụng vào Tỉnh ủy Hồ Bắc, làm chuyên viên của Bộ Tổ chức Tỉnh ủy. Ông công tác ở đây hơn 10 năm, lần lượt là khoa viên, phó khoa, chính khoa rồi Phó Trưởng phòng Tổ chức của Bộ Tổ chức. Sau đó, ông được điều chuyển tới trung ương, công tác ở Văn phòng Nghiên cứu Chính sách Trung ương Đảng Cộng sản Trung Quốc (政研室, Thất Nghiên Chính) nhậm chức Điều tra và Nghiên cứu viên (调研员) cấp phó xứ rồi chính xứ của Tổ Xây dựng Đảng, sau đó dần là Phó Cục trưởng rồi Cục trưởng Cục Nghiên cứu xây dựng Đảng của Thất Nghiên Chính.
Ở Thất Nghiên Chính, Giang Kim Quyền tập trung nghiên cứu các vấn đề về chính trị, xã hội của Trung Quốc, nghiên cứu về chính sách xây dựng Đảng Cộng sản, tham gia phân tích thực tế để hướng tới mục đích là soạn thảo văn bản về chủ trương lãnh đạo Trung Quốc của Đảng Cộng sản. Ông là tác giả của hơn 40 cuốn sách về lý luận chính trị, có những tác phẩm trên 1 triệu chữ; các ấn phẩm có nội dung nghiên cứu những thành tựu của lý luận xây dựng Đảng Cộng sản sau năm 1978 – khi mà Trung Quốc bắt đầu đổi mới – tham gia biên soạn đề cương nghiên cứu lý luận Đặng Tiểu Bình, chính sách của Giang Trạch Dân, tức Thuyết ba đại diện, sự phát triển của Trung Quốc sau các Đại hội Đảng khóa XV (1997–2002), XVI (2002–07), chính sách phát triển khoa học của Hồ Cẩm Đào, và Tư tưởng Tập Cận Bình cũng như sáng kiến "vành đai và con đường" của Trung Quốc thời kỳ mới.

### Chính trường
Tháng 4 năm 2013, Giang Kim Quyền được bổ nhiệm làm Phó Chủ nhiệm Văn phòng Nghiên cứu Chính sách Trung ương, cấp phó bộ trưởng, kiêm Tổ trưởng Tổ thư ký của Tiểu tổ lãnh đạo Công tác xây dựng Đảng Trung ương. Tháng 4 năm 2016, ông được cử làm Tổ trưởng Tổ Kiểm tra và Kỷ luật của Ủy ban Kiểm tra Kỷ luật Trung ương Đảng tại Ủy ban Giám sát và Quản lý Tài sản Nhà nước, rồi sau đó được phân công tham gia soạn thảo các văn kiện phục vụ Đại hội Đảng Cộng sản Trung Quốc lần thứ XIX, đồng thời là Ủy viên Ủy ban Kiểm Kỷ khóa này. Đến tháng 1 năm 2018, ông nhậm chức Phó Chủ nhiệm thường vụ Thất Nghiên Chính, và chính thức được Ủy ban Trung ương bổ nhiệm làm Chủ nhiệm Văn phòng Nghiên cứu Chính sách Trung ương, cấp bộ trưởng, kế nhiệm Vương Hỗ Ninh vào ngày 30 tháng 10 năm 2020. Ông cũng kiêm nhiệm vị trí Chủ nhiệm Văn phòng Ủy ban Cải cách sâu sắc và toàn diện Trung ương từ thời điểm này.

## Công trình
Giang Kim Quyền tham gia công tác thực tiễn và nghiên cứu lý luận về xây dựng Đảng Cộng sản trong phần lớn sự nghiệp, có nhiều tác phẩm, công trình nghiên cứu được xuất bản trong nước và dịch sang tiếng Anh, có thể kế đến một số công trình nổi bật:
- Giang Kim Quyền (1994). 党内批评的艺术. Bắc Kinh: Nhà xuất bản Đọc xây dựng Đảng. ISBN 7-80098-087-1.
- Giang Kim Quyền (2004). 江泽民党建思想研究. Bắc Kinh: Nhà xuất bản Nhân Dân. ISBN 978-7-01-004316-6.
- Giang Kim Quyền (2007). 论科学发展观的理论体系. Bắc Kinh: Nhà xuất bản Nhân Dân. ISBN 978-7-01-006225-9.
- Giang Kim Quyền (2007). “中国模式”研究 中国经济发展道路解析. Bắc Kinh: Nhà xuất bản Nhân Dân. ISBN 7-01-006029-0.
- Giang Kim Quyền (2009). 怎样正确开展批评与自我批评. Bắc Kinh: Nhà xuất bản Đọc xây dựng Đảng. ISBN 978-7-5099-0011-6.
- Giang Kim Quyền (2016). 学习习近平总书记党的建设论述全面从严治党的行动指南. Bắc Kinh: Nhà xuất bản Đọc xây dựng Đảng. ISBN 978-7-5099-0670-5.

## Giải thưởng
Với các công trình nghiên cứu được xuất bản, Giang Kim Quyền được đề cử và nhận được những giải thưởng là:
- Giải Nhất khoa học xã hội thanh niên toàn quốc Trung Quốc lần thứ hai (1997) đối với tác phẩm "Nghệ thuật phê bình trong Đảng" (党内批评的艺术);
- Giải Ưu tú tác phẩm nghiên cứu xây dựng Đảng lần thứ tám (2002) của Hội Nghiên cứu Xây dựng Đảng và Tạp chí Xây dựng Đảng với tác phẩm "Cương yếu học tập Lý luận Đặng Tiểu Bình về xây dựng Đảng" (邓小平党的建设理论学习纲要);
- Giải đặc biệt Ngũ Nhất công trình (五个一工程) của Bộ Tuyên truyền Trung ương về việc tham gia lập kế hoạch sản xuất chương trình xây dựng Đảng Cộng sản "Tiên phong tụng" (先锋颂), phim "Sứ mệnh" (使命, 2003);